# Heteractaea lunata
Heteractaea lunata är en kräftdjursart som först beskrevs av H. Milne Edwards och Lucas 1843.  Heteractaea lunata ingår i släktet Heteractaea och familjen Xanthidae. Inga underarter finns listade i Catalogue of Life.